# Émile Auguste Joseph De Wildeman
Émile Auguste Joseph De Wildeman. född den 19 oktober 1866 i Saint-Josse-ten-Noode, född den 24 juli 1947 i Bryssel, var en belgisk botaniker. Auktorsnamnet De Wild. kan användas för Émile Auguste Joseph De Wildeman i samband med ett vetenskapligt namn inom botaniken; se Wikipediaartiklar som länkar till auktorsnamnet.
De Wildeman studerade 1883–1887 farmaci vid Université libre de Bruxelles. Senare övergick han till botaniska trädgården i Bryssel, där han var verksam 1891–1931. Han författade ett flertal böcker om Afrikas växtvärld och beskrev över 3 600 växtarter. Efter honom har släktet Dewildemania uppkallats.